# Cristina Galbó
Cristina Galbó, née à Madrid le 17 janvier 1950, est une actrice espagnole.

## Biographie
Elle obtient son premier rôle à 8 ans, mais est réellement découverte à 13 ans dans Del rosa al amarillo de Manuel Summers, populaire drame romantique qui lui vaut le prix de la révélation du festival de Saint-Sébastien en 1963. On la retrouve peu après incarner Bernadette Soubirous dans Aquella joven de blanco de León Klimovsky, puis dans la comédie La ciudad no es para mí de Pedro Lazaga.
Elle est cependant essentiellement connue comme actrice de cinéma bis, alternant westerns spaghetti (Un doigt sur la gâchette de Gianni Puccini, Deux fois traître de Nando Cicero), films d'horreur espagnols (La Résidence de Narciso Ibáñez Serrador, Le Massacre des morts-vivants de Jorge Grau) et gialli italiens (Mais... qu'avez vous fait à Solange ? de Massimo Dallamano, L'assassino è costretto ad uccidere ancora de Luigi Cozzi). Elle est récompensée du prix de la meilleure actrice au festival du film fantastique de Sitges en 1974.
Dans les années 1980, elle se retire de l'industrie cinématographique pour devenir professeur de flamenco en Californie.

## Vie privée
Elle a épousé en 1969 Peter Lee Lawrence, rencontré sur le tournage d'Un doigt sur la gâchette et avec qui elle a eu un fils, David.

## Filmographie sélective
- 1963 : Del rosa al amarillo (es) de Manuel Summers (es) - Margarita
- 1966 : La ciudad no es para mí de Pedro Lazaga - Sara
- 1967 : Un doigt sur la gâchette (Dove si spara di più) de Gianni Puccini - Giulietta Campos
- 1968 : Deux fois traître (Due volte Giuda) de Nando Cicero - chanteuse
- 1970 : La Résidence (La residencia) de Narciso Ibáñez Serrador - Teresa
- 1972 : Mais... qu'avez vous fait à Solange ? (Cosa avete fatto a Solange?) de Massimo Dallamano - Elizabeth Seccles
- 1974 : Le Massacre des morts-vivants (Non si deve profanare il sonno dei morti) de Jorge Grau - Edna Simmonds
- 1974 : Pénitencier de femmes perverses (Prigione di donne) de Brunello Rondi - la jeune nonne
- 1975 : L'assassino è costretto ad uccidere ancora de Luigi Cozzi - Laura